# Naomi Yotsumoto
Naomi Yotsumoto (四元奈生美, Yotsumoto Naomi) formada pela Universidade Shukutoku localizado na província de Chiba, a jogadora de tênis de mesa, se tornou popular na mídia pelo uso de uniformes fashion .Por sua ousadia com os uniformes ficou conhecida como a Joana D'Arc do tênis de mesa, e em 2008 foi apelidada Lady Gaga do tênis de mesa. 
Em 8 de abril de 2011, casou-se com jogador japonês de vôlei de praia, ShinYa Inoue. Em novembro dia 8 deste mesmo ano nasce seu filho, Daishi. 
Através da TV japonesa NHK, participou do programa "Kaido Tekuteku Tabi"街道てくてく旅, que mostrou um passeio a pé de um ponto a outro do Japão. Realizou 2 rotas, a "Nikko Oshu Kaido Toha" e "Shikoku 88kasho Wo Yuku" . Por sua simpatia e jovialidade, é frequentemente convidada a participar de programas de TV, campanhas com temas sociais, eventos. 